# Gauliga Sachsen 1937/38
De Gauliga Sachsen 1937/38 was het vijfde voetbalkampioenschap van de Gauliga Sachsen. BC Hartha werd opnieuw kampioen, door een beter doelsaldo dan Fortuna Leipzig, en plaatste zich voor de eindronde om de Duitse landstitel, waar de club in de groepsfase uitgeschakeld werd. 

## Eindstand
| Plaats | Club                   | Wed. | W  | G | V  | Saldo | Ptn.  |
| ------ | ---------------------- | ---- | -- | - | -- | ----- | ----- |
| 1.     | BC 1913 Hartha         | 18   | 11 | 4 | 3  | 50:28 | 26:10 |
| 2.     | SV Fortuna Leipzig     | 18   | 11 | 4 | 3  | 52:30 | 26:10 |
| 3.     | Polizei SV Chemnitz    | 18   | 11 | 2 | 5  | 54:36 | 24:12 |
| 4.     | Dresdner SC            | 18   | 9  | 5 | 4  | 46:26 | 23:13 |
| 5.     | VfB Leipzig            | 18   | 7  | 6 | 5  | 43:42 | 20:16 |
| 6.     | Planitzer SC           | 18   | 7  | 2 | 9  | 34:32 | 16:20 |
| 7.     | TuRa 32 Leipzig        | 18   | 5  | 6 | 7  | 30:39 | 16:20 |
| 8.     | Guts Muts Dresden      | 18   | 5  | 2 | 11 | 34:45 | 12:24 |
| 9.     | SpVgg Leipzig-Lindenau | 18   | 5  | 2 | 11 | 35:49 | 12:24 |
| 10.    | SV Grüna               | 18   | 0  | 5 | 13 | 25:76 | 05:31 |

|  | Kampioen, geplaatst voor nationale eindronde |
|  | Degradatie naar Bezirksliga                  |

## Promotie-eindronde
| Plaats | Club                      | Wed. | Saldo | Ptn. |
| ------ | ------------------------- | ---- | ----- | ---- |
| 1.     | Sportfreunde Dresden      | 6    | 19:16 | 9:3  |
| 2.     | Konkordia Plauen          | 6    | 16:19 | 7:5  |
| 3.     | Sportfreunde Markranstädt | 6    | 11:12 | 6:6  |
| 4.     | FC Preussen Chemnitz      | 6    | 12:21 | 2:10 |

|  | Promotie naar Gauliga Sachsen 1938/39 |